# Brunow
Pour les articles homonymes, voir Brunow (homonymie).
Brunow est une commune villageoise du Mecklembourg dans le nord de l'Allemagne appartenant à l'arrondissement de Ludwigslust-Parchim. Elle se trouve à la frontière du Brandebourg, au sud de son territoire. Le village de Klüß appartient à la commune.